# جاك كووي
جاك كووي (بالإنجليزية: Jack Cowie)‏ (30 مارس 1912 في نيوزيلندا - 3 يونيو 1994 في نيوزيلندا) هو لاعب كريكت ولاعب كرة قدم نيوزلندي في مركز حراسة المرمى. شارك مع منتخب نيوزيلندا الوطني للكريكت. أما مع النوادي، فقد لعب مع فريق أوكلاند للكريكت ‏.

## وصلات خارجية
- جاك كووي على موقع إي آس بي آن كريك إنفو (الإنجليزية)
- جاك كووي على موقع قاعة نيوزيلندا للمشاهير الرياضية (الإنجليزية)